# Cai Brockdorff
 Der er flere personer med dette navn, se Cai Lorenz Brockdorff.
Cai Lorenz greve (von) Brockdorff (26. januar 1766 på Klein Nordsee, Flemhude – 18. maj 1840 i Hamborg) var præsident for hertugdømmernes overappellationsret.

## Karriere
Hans forældre var amtmand i Rendsborg Amt, baron Hans Schack Brockdorff til Klein Nordsee og Marutendorf (1729-1776) og baronesse Frederikke Anna Sophie Schack (1741-1787). Han studerede retsvidenskab i Kiel og Göttingen, på hvilket sidstnævnte sted han gjorde sit kursus hos den berømte statsretslærer Johann Stephan Pütter. Efter tilendebragt universitetsstudium blev Brockdorff 1786 ansat som auskultant ved den slesvigske overret på Gottorp Slot, i hvilken han senere fik sæde som medlem. Brockdorff udnævntes 1795 til deputeret i Tyske Kancelli i København og indlagde sig i denne stilling væsentlig fortjeneste af udstedelsen af forordningen af 18. december 1795 om retsvidenskabelige kandidaters prøvelse. 1802 blev Brockdorff kansler for hertugdømmet Holsten eller chef for landsregeringen og præsident for overretten i Glückstadt, i hvilke indflydelsesrige Stillinger han virkede i et tidsrum af 32 år. Fra 1819 til 1834 var Brockdorff kurator for universitetet i Kiel, og han førte samtidig det øverste tilsyn med det derværende skolelærerseminarium. Under hans ægide uddannedes det korps af advokater og lærere, der med den største dygtighed og energi optrådte som den slesvig-holstenske teoris bannerførere.

## Hæder og senere virke
Brockdorff var imidlertid genstand for en række udmærkelser fra den danske regerings side: 1796 blev han kammerherre, 1809 blev han Kommandør af Dannebrogordenen, 1811 dekoreredes han med Dannebrogsordenens Storkors, blev Dannebrogsmand, og 1812 udnævntes han til gehejmekonferensråd. 1815 kreeredes han til dr.jur. Han var blandt de 29 "erfarne mænd" fra hertugdømmerne, som Frederik VI 1832 kaldte til København, hvor de skulle udtale sig om det af regeringen udarbejdede udkast til forordningen af 15. maj 1834 angående indførelsen af rådgivende stænderforsamlinger i hertugdømmerne Slesvig og Holsten. Brockdorff udnævntes til præsident for Den slesvig-holsten-lauenborgske Overappellationsret, der oprettedes 1834 af den danske regering og, med sæde i Kiel, dømte i sidste instans i sager, som indankedes fra de 3 Hertugdømmer. Denne rets møder åbnedes 1. oktober 1834, samme dag, som den nye fællesregering for Slesvig og Holsten trådte i virksomhed på Gottorp. Brockdorffs åbningstale var en manifestation i slesvig-holstensk ånd. Brockdorff fik i 1834 en virilstemme i den holstenske stænderforsamling. Brockdorff, der 30. marts 1838 ophøjedes i grevestanden, fejrede 1839 sit 50årige jubilæum som embedsmand og udnævntes samme år til Ridder af Elefanten. Brockdorff, der var ejer af godset Borstel, døde 18. maj 1840 i Hamborg. Som auskultant ved den slesvigske overret udgav han i forening med sin kollega, friherre Friedrich Ludwig von Eggers: Corpus statutorum Slesvicensium (1794-1812), en vigtig kildesamling til slesvigsk ret og retshistorie. 
Han blev gift 15. maj 1800 i Sankt Petri Kirke med Berta von Raben (23. oktober 1780 på Næsbyholm – 10. februar 1832 i Kiel), datter af grev Carl Adolph von Raben til Næsbyholm og Bavelse (1744-1784) og Dorothea Magdalene Buchwaldt (1757-1799).
Han er begravet i Sülfeld. 
Der findes et portrætmaleri på Gut Ascheberg; et litografi derefter (ca. 1839 af L.P.J. Glaseck og Timm Bernhard Wilms) oplyser, at maleriet er malet af J.J. Becker 1839. Pastel på Frederiksborgmuseet.